# 北村ヒロコ
北村 ヒロコ（きたむら ひろこ、1972年5月26日 - ）は、日本の女性総合格闘家。大阪府出身。禅道会小金井道場所属。

## 来歴
34歳で夫・娘2人とともに自宅の近所にあった禅道会小金井道場に入門。当初の目的はダイエットのためであった。
2008年10月5日、リアルファイティング空手道選手権大会・女子52kg以下級に出場。決勝で小澤深岬に勝ち、優勝を果たした。
2009年4月19日、JEWELSのアマプロ大会「ROUGH STONE 1st RING」に出場。アマチュア総合ルールで大矢裕子に判定勝ち、浜崎朱加には判定ドロー。
2009年5月16日、JEWELS 3rd RINGのオープニングファイトで村田恵実とJEWELSアマチュアルールで対戦し、腕ひしぎ十字固めで一本勝ちを収めた。
2009年7月11日、初のプロマッチとなったJEWELS 4th RINGでHARUMIと対戦し、三角絞めで一本勝ちを収めた。
2009年10月4日、リアルファイティング空手道選手権大会・女子57kg以下級に出場。決勝で杉山しずかに0-3の判定負けを喫し、準優勝となった。
2009年12月11日、JEWELS 6th RINGで浜崎朱加と対戦予定であったが、直前になって浜崎が怪我をしたため試合が中止となった。
2010年1月31日、ROUGH STONE 2nd RINGのメインイベントで鹿児島陽子と対戦し、3-0の判定勝ちを収めた。
2010年2月11日、初めてのケージでの試合となったVALKYRIE 04でsakuraと対戦し、パウンドでTKO勝ち。この試合は負傷欠場となったSACHIに代わる緊急出場となり、前戦からわずか11日後という連戦となった。
2010年3月19日、JEWELS 7th RINGでセリーナと対戦し、アームロックで一本勝ち。プロデビュー以来4連勝となった。
2010年6月5日、プロ5戦目で日本国外での試合に抜擢。アメリカ合衆国で行なわれたLegends MMA女子125lbsタイトルマッチでサリー・クラムディアックと対戦し、グラウンドでの肘打ち連打によりタオルが投入されTKO負け。プロ初黒星となった。
2010年8月29日、禅道会主催の武道総合空手道選手権東海大会のワンマッチで井上瑞樹（魅津希）と対戦し、判定負けを喫した。
2010年10月10日、JEWELS 10th RINGで開幕したROUGH STONE GP 2010 -52kg級に出場。準決勝で富田里奈に3-0の判定勝ち。12月17日、JEWELS 11th RINGの決勝で市井舞に3-0の判定勝ちを収め優勝を果たした。

## 戦績

### プロ総合格闘技
| 総合格闘技 戦績 | 総合格闘技 戦績 | 総合格闘技 戦績 | 総合格闘技 戦績 | 総合格闘技 戦績 | 総合格闘技 戦績 | 総合格闘技 戦績 |
| --------------- | --------------- | --------------- | --------------- | --------------- | --------------- | --------------- |
| 7 試合          | (T)KO           | 一本            | 判定            | その他          | 引き分け        | 無効試合        |
| 6 勝            | 1               | 2               | 3               | 0               | 0               | 0               |
| 1 敗            | 1               | 0               | 0               | 0               | 0               | 0               |

| 勝敗 | 対戦相手                 | 試合結果                                        | 大会名                                                                     | 開催年月日     |
| ○    | 市井舞                   | 5分2R終了 判定3-0                               | JEWELS 11th RING 【ROUGH STONE GP 2010 -52kg級 決勝】                      | 2010年12月17日 |
| ○    | 富田里奈                 | 5分2R終了 判定3-0                               | JEWELS 10th RING 【ROUGH STONE GP 2010 -52kg級 準決勝】                    | 2010年10月10日 |
| ×    | サリー・クラムディアック | 1R 3:43 TKO（タオル投入：グラウンドでの肘打ち） | Legends MMA - Lightning at Legends 【Legends MMA女子125lbsタイトルマッチ】 | 2010年6月5日   |
| ○    | セリーナ                 | 1R 2:04 アームロック                            | JEWELS 7th RING                                                            | 2010年3月19日  |
| ○    | sakura                   | 2R 2:57 TKO（パウンド）                         | VALKYRIE 04                                                                | 2010年2月11日  |
| ○    | 鹿児島陽子               | 5分2R終了 判定3-0                               | ROUGH STONE 2nd RING                                                       | 2010年1月31日  |
| ○    | HARUMI                   | 1R 3:51 三角絞め                                | JEWELS 4th RING                                                            | 2009年7月11日  |

### アマチュア総合格闘技
| 勝敗 | 対戦相手 | 試合結果                 | 大会名                                                          | 開催年月日    |
| ○    | 村田恵実 | 1R 2:31 腕ひしぎ十字固め | JEWELS 3rd RING 【オープニングファイト JEWELSアマチュアルール】 | 2009年5月16日 |
| △    | 浜崎朱加 | 4分1R終了 判定           | ROUGH STONE 1st RING                                            | 2009年4月19日 |
| ○    | 大矢裕子 | 4分1R終了 判定           | ROUGH STONE 1st RING                                            | 2009年4月19日 |

## 獲得タイトル
- JEWELS ROUGH STONE GP 2010 -52kg級 優勝
- 2008 リアルファイティング空手道選手権大会 52kg以下級 優勝[3]
- 2009 リアルファイティング空手道選手権大会 57kg以下級 準優勝[7]